# Thực phẩm tươi sống

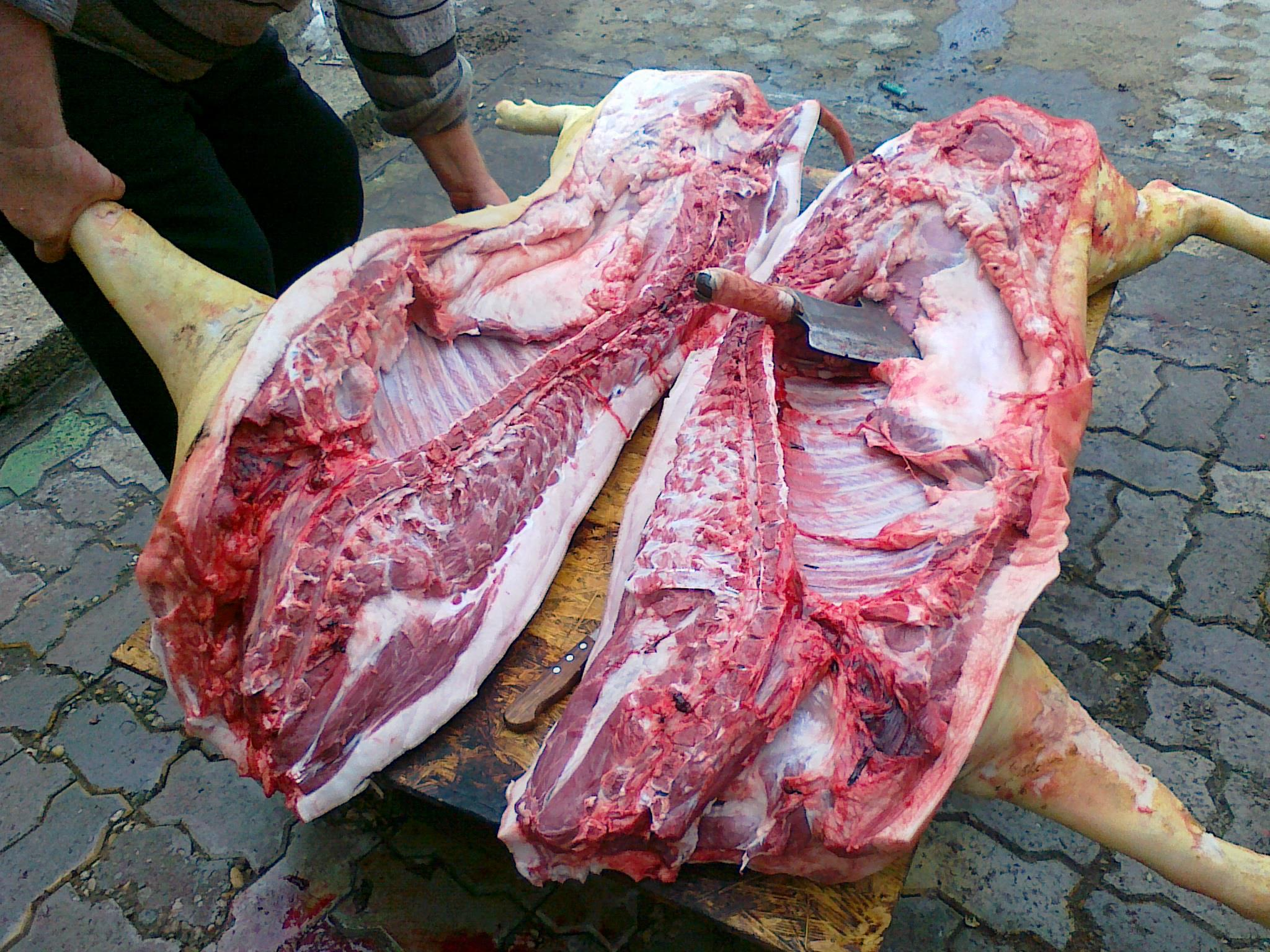
Thịt lợn tươi sống vừa mới hạ

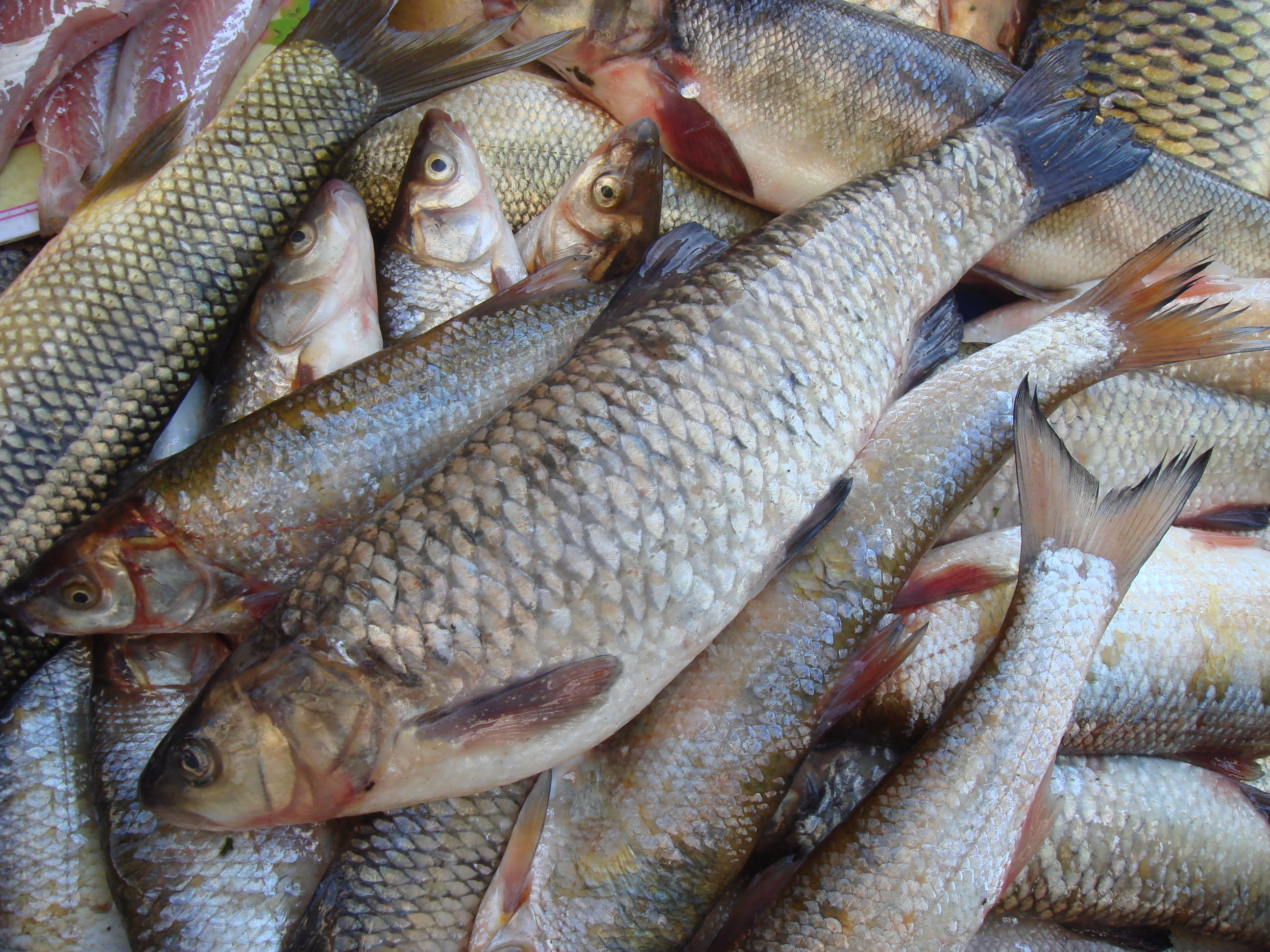
Cá tươi

Thực phẩm tươi sống (Fresh food) là thực phẩm chưa được bảo quản, chế biến và chưa hư hỏng. Thực phẩm tươi sống trong chế biến được hiểu là thực phẩm chưa qua xử lý (chưa được sấy khô, hun khói, ướp muối, đông lạnh, đóng hộp, ngâm, ủ, làm chua, lên men hoặc bảo quản) hoặc chỉ mới qua sơ chế. Trong ẩm thực, thực phẩm tươi sống là chưa được nấu chín hoặc chế biến. Theo quy định của Luật An toàn thực phẩm Việt Nam định nghĩa: Thực phẩm tươi sống là thực phẩm chưa qua chế biến bao gồm thịt, trứng, cá, thủy hải sản, rau, củ, quả tươi và các thực phẩm khác chưa qua chế biến.
Đối với rau, củ và trái cây, khi được gọi là rau tươi, rau sống hay trái cây mới có nghĩa là gần đây chúng đã được thu hoạch và xử lý đúng cách sau thu hoạch và con tươi, chưa bị héo, úa, rũ lá; đối với  các loại thịt, để được gọi là thịt tươi hay thịt sống thì xác thịt phải trong thời gian vừa mới giết mổ và làm thịt; Đối với cá, để gọi là cá tươi thì phải đáp ứng dấu hiệu vừa mới được đánh bắt hoặc thu hoạch và cấp đông (thực phẩm ướp lạnh). Các sản phẩm từ sữa là như sữa tươi sẽ mau hỏng vì vậy, phô mai tươi là phô mai chưa được sấy khô hoặc ướp muối. Kem chua có thể được coi là "kem tươi" (crème fraîche).

## Ảnh hưởng
Thực phẩm tươi sống có ảnh hưởng đến con người kể cả mặt tích cực và hậu quả khi tiêu thụ.

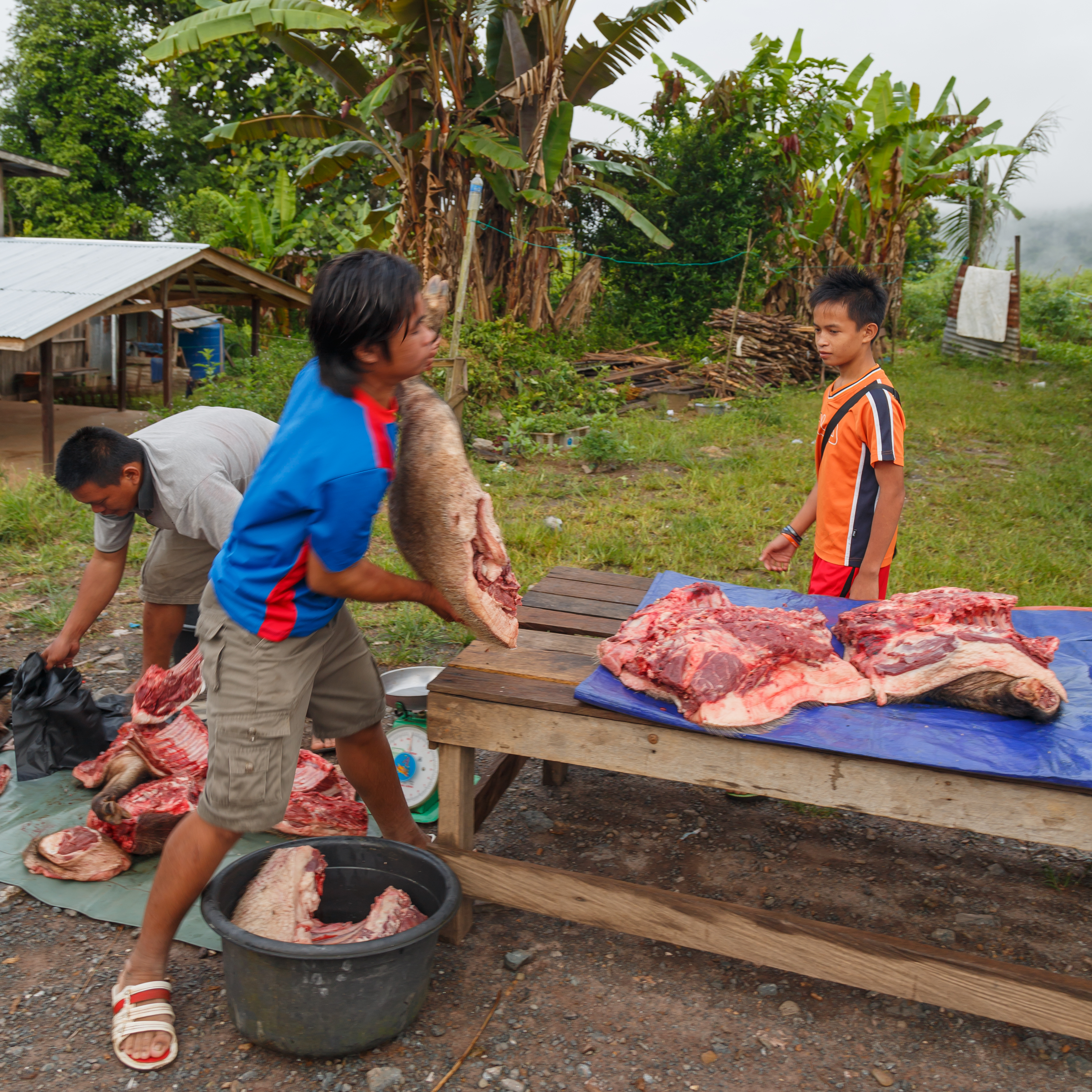
Trẻ em đang chia thịt lợn tươi mới giết mổ ở Sabah

### Lợi ích
Trừ con người, vật nuôi là các loài ăn xác thối, ăn tạp, hầu hết các loài động vật sử dụng thực phẩm tươi sông. Thực phẩm tươi sống thông thường là tươi ngon, hấp dẫn và giữ được dưỡng chất ban đầu. Nấu chín thực phẩm có thể làm gia tăng hương vị nhưng cũng làm thay đổi hàm lượng dinh dưỡng của chúng. Trong khi thực phẩm tươi sống có nhiều dinh dưỡng hơn các loại thực phẩm nấu chín vì các enzim, cùng với một số chất dinh dưỡng sẽ bị phá hủy trong quá trình nấu nướng. Thực phẩm tươi sống có chứa các enzym giúp phân hủy thức ăn trong đường tiêu hóa, phục vụ cho cơ chế tiêu hóa và bài tiết. Nấu ăn có thể phá hủy enzym trong thực phẩm. Enzym nhạy cảm với nhiệt độ và mất đi một cách dễ dàng khi tiếp xúc với nhiệt độ cao. Ngoài ra, cơ thể chỉ mất 30–40 phút để tiêu hóa trái cây, rau quả tươi trong khi mất từ 2 đến 4 giờ đối với thực phẩm đã qua chế biến. 

### Tác hại
Việc có chế độ hoàn toàn bằng thực phẩm tươi sống là rất khó khăn vì không lúc nào cũng có sẵn đồ tươi. Một số thực phẩm chứa vi khuẩn nguy hiểm và vi sinh vật mà chỉ loại bỏ bằng cách nấu ăn. Rau bina, rau diếp, cà chua và rau cải mầm là một số trong các loại rau quả thường xuyên nhất bị ô nhiễm bởi vi khuẩn. Thịt, cá, trứng sống và sữa thường chứa vi khuẩn có thể gây bệnh. E.coli, Salmonella, Listeria và Campylobacter là một số vi khuẩn phổ biến nhất mà có thể được tìm thấy trong thực phẩm tươi sống. Hầu hết các vi khuẩn không thể tồn tại ở nhiệt độ trên 140 °F (60 °C). Không hẳn tất cả thực phẩm tươi sống đều tốt cho sức khỏe. Điều đó phụ thuộc vào từng loại thực phẩm và nguồn cung cấp. 

## Cách chọn
Có thể phân biệt, chọn thực phẩm tươi sống đối với một số thực phẩm thiết yếu như thịt, cá, rau chủ thông qua cảm quan bên ngoài về màu sắc, mùi vị, độ đàn hồi, hình dáng ở các thực phẩm về tổng thể hoặc xem xét từng bộ phận, từng chi tiết.

### Thịt tươi

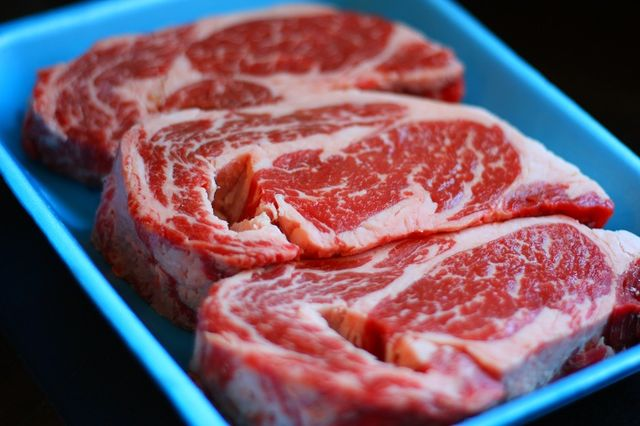
Nguyên liệu thịt bò tươi trong một món ăn

Đối với các loại thịt, về cảm quan để chọn thì màu sắc của miếng thịt chính là đặc điểm nhận dạng một miếng thịt có ngon và tươi hay không. Thường là thịt có màu đỏ tươi và đều, màu sắc của miếng thị ngon phải rõ ràng và đều. Sắc đỏ của thịt càng nhạt thì vị sẽ càng nhạt. Một miếng thịt ngon không có màu xám hoặc nâu, kể cả ở rìa miếng thịt. Thịt tươi thường dày, đặc, săn chắc và đàn hồi, nếu thịt được bảo quản lạnh, chúng không nên quá mềm, phải khô ráo và được đóng gói cẩn thận. Thịt tươi sẽ có mùi thơm đặc trưng. Miếng thịt không ngon sẽ có mùi hôi khó chịu và tanh. Nếu thịt có mùi, chảy nhớt hoặc khi ấn sẽ bị lõm sâu, không trở lại trạng thái bình thường ngay được thì thịt đó đã bị hỏng.
Thịt heo tươi, sạch thường có màu đỏ tươi hoặc hồng, bề mặt của thịt heo rất sáng bóng và hơi se lại. Thịt heo để lâu hoặc kém chất lượng sẽ có màu đỏ sẫm. Nếu thấy bề mặt thịt có dấu hiệu bị sưng, mặt cắt hơi ướt, nhớt, thì đấy là thịt ôi, hỏng hoặc kém chất lượng. Về thịt heo, miếng thịt màu hơi hồng, thớ săn chắc, da mỏng, khi thấy thịt lợn màu đỏ thẫm, sờ vào thấy mềm nhão, da dụng dày, đó chính là lợn già, lợn nái.  Mặt cắt miếng thịt có màu hồng sáng, da trắng hồng, mềm mại. Phần mỡ có màu sáng, chắc, có mùi thơm đặc trưng. Phần khớp xương láng và trong. Tủy xương bám chặt vào thành ống và trong suốt.
Thịt lợn tươi phải rắn chắc, độ đàn hồi cao, lấy ngón tay ấn vào thịt không để lại vết lõm và không bị dính. Thịt ôi sẽ bị lõm sâu khi ấn vào không trở lại trạng thái bình thường ngay được, dính nhiều. Đối với thịt bò, thịt tốt màu đỏ tươi, thớ thịt khô và mịn. Ấn đầu ngón tay vào thịt thấy khô và dính. Những miếng thịt có đường vân chất béo hiện rõ trên bề mặt có có vị ngon hơn. Tuy nhiên, quá nhiều chất béo lại làm cho thịt bị cứng. Thông thường đường vân chất béo của con lợn/gà/bò còn non sẽ có màu trắng, trong khi thịt đồng vật già có màu hơi vàng, nhưng lại ngon hơn dù không được mềm. Khi thấy miếng thịt có màu xanh nhạt hay thâm đen thì đó là loại ôi, đã để quá lâu. Còn miếng thịt có da đỏ thì đó là heo bị bệnh.

### Cá tươi

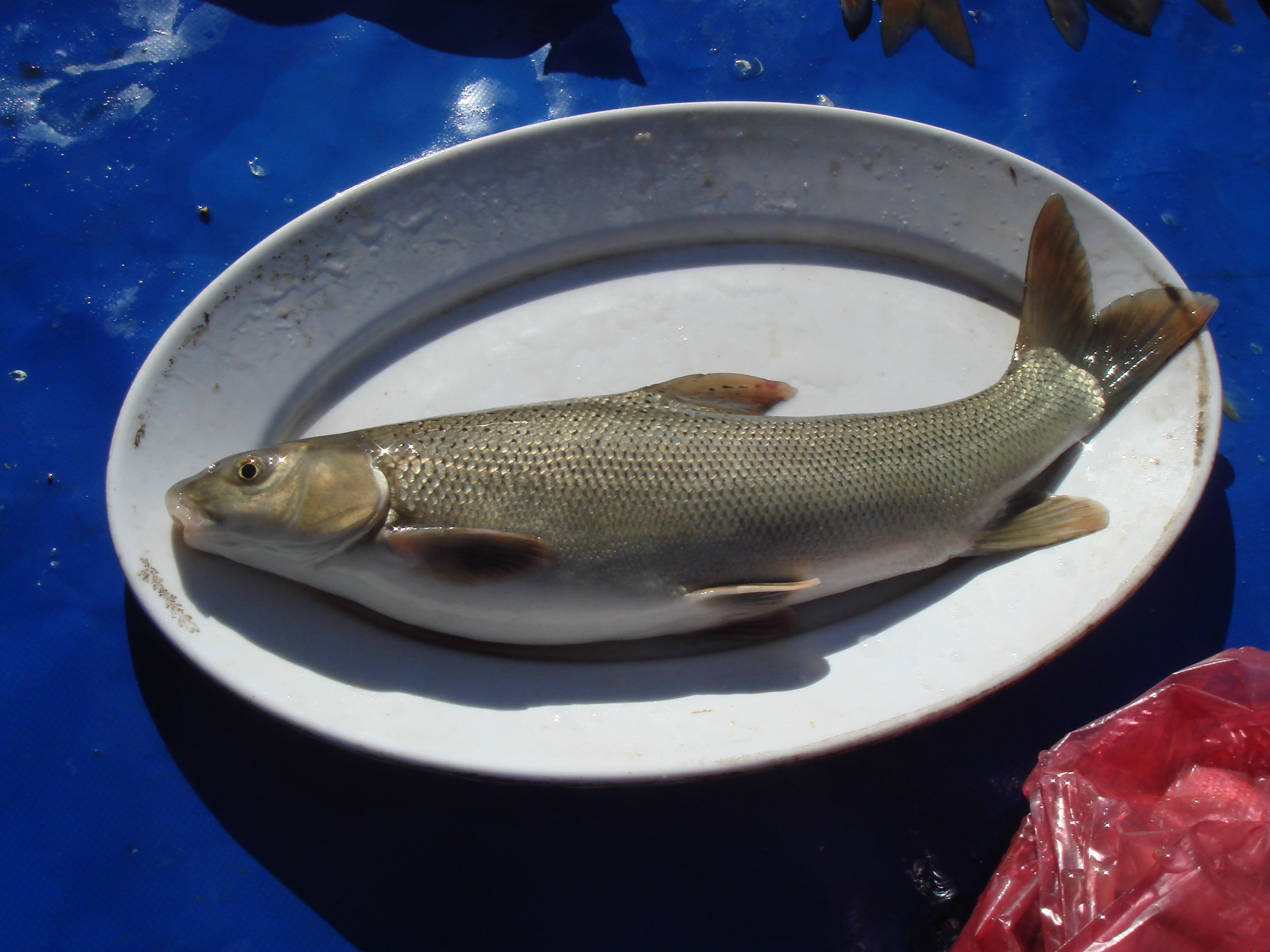
Một con cá còn tươi

Cá tươi là những con cá mới được đánh bắt còn tươi rói, con nào mang đỏ tươi, sờ thấy mình cứng, cá đã cắt thành khoanh, hãy lấy ngón tay ấn vào thớ thịt, thấy cứng và dinh dính là cá tươi, nếu mềm nhũn, chảy nước là cá ươn. Xác định cá tươi thường dựa vào mắt cá, cá tươi mắt cá sẽ lồi và trong suốt, giác mạc đàn hồi, cá ươn thì lõm vào trong hốc mắt, có màu đục và giác mạc mắt nhăn nheo hoặc rách nát. Miệng cá tươi ngậm kín, còn cá ươn, ôi thì miệng hé mở. Thịt cá tươi rắn chắc, đàn hồi, không để lại vết ấn của ngón tay vào thịt cá. Còn cá ươn thì ngược lại.
Xác định dựa vào mang cá, nếu cá còn tươi, mang cá sẽ có màu đỏ hồng, dính chặt với hoa khế, không nhớt, không có mùi hôi, cá ươn, mang cá sẽ có màu xám, không dính chặt với hoa khế, có nhớt và có mùi hôi. Vảy cá cũng là cách chọn cá tươi đơn giản, vảy cá tươi có màu óng ánh, hay ánh bạc, vảy bám chặt với thân cá, không có niêm dịch, không có mùi hôi. Còn với cái ươn thì vảy cá mờ, không sáng óng ánh, dễ tróc khỏi thân cá, có mùi. Cá tươi có hậu môn (trôn) thụt sâu vào bên trong, có màu trắng nhạt và bụng cá lép. Còn cá ươn thì có hậu môn màu hồng hay đỏ bầm, lòi ra ngoài, bụng cá phình to.

### Rau quả

Bày bán rau tươi xanh ở Việt Nam

Rau non khi bấm vào cuống thấy giòn và có nhựa. Rau hái để lâu bị ôi, vì rau đã héo, ăn vào sẽ mất mùi vị và mất gần hết vitamin C. Rau tươi phải còn nguyên vẹn, lành lặn, không dập nát trầy xước, thâm nhũn ở núm cuống, rau tươi có màu sắc tự nhiên của rau quả, không úa, héo, cảm giác nặng tay, dòn chắc, rau không có mùi lạ. Nếu lượng hóa chất tồn dư nhiều, ngửi thấy mùi hắc, mùi thuốc sâu hay hóa chất. Có một số loại được ngâm tẩm chất bảo quản độc hại, nhìn ngoài vẫn có mầu tươi đẹp, nhưng núm cuống hoặc thâm nhũn, hoặc còn dính hóa chất, khi bổ ra hoặc khi bóc vỏ thấy biến mầu giữa lớp vỏ và thịt quả. Nên chọn hàng không bị héo, úng, dập nát, gồ ghề hay sứt mẻ, Nên chọn rau quả còn nguyên lành, không dập nát, có vết nứt, thối, ủng. Không nên chọn rau, củ, quả có màu sắc khác thường, nổi đốm xanh, vàng hay quá sặc sỡ. Nhìn vào cuống có thể biết được củ, quả còn tươi hay không.